# د ساندیز
د ساندیز یک گروه آلترناتیو راک انگلیسی بود که در اواخر دهه ۱۹۸۰ تشکیل شد و در طول دهه ۱۹۹۰ سه جٌنگ پخش کردند.

## پیوست
1. ↑  Tortorici, Frank (26 June 1999). "The Sundays' Harriet Wheeler". VH1. Archived from the original on 4 February 2009. Retrieved 30 March 2011.